# スマトラウサギ
スマトラウサギ (Nesolagus netscheri) は、哺乳綱兎形目ウサギ科スマトラウサギ属に分類されるウサギ。

## 分布
インドネシア（スマトラ島のバリサン山脈）固有種

## 形態
頭胴長（体長）36.8 - 41.7センチメートル。尾長1.7センチメートル。体重1.5キログラム。尾は短く、尾骨の数は12。体色は灰黄色で、耳介から臀部にかけて黒や暗褐色の縞模様が入る。
耳介は短く、長さは3.4 - 4.5センチメートル。耳介は黒い。四肢は短い。

## 生態
標高600 - 1,600メートルで発見例がある。夜行性で、昼間は木の根元や巣穴などで休む。
カメラトラップでの撮影例から、林床の植生を食べていると推定されている。飼育下ではCyrtandra属の植物を食べたという報告例がある。

## 人間との関係
森林伐採による生息地の破壊や、罠による混獲などによる影響が懸念されている。1880 - 1929年までの間に、約15頭しか標本の採集例がない。1990年代後半にクリンチ・スブラ国立公園で、無人カメラに本種が撮影された。以前はバリサン山脈広域に分布すると考えられていたが、主な記録はバリサン山脈南部と西部に限られ、近年は主にクリンチ・スブラ国立公園とBukit Barisan Selatan国立公園でのごく限られた観察例や撮影例に限定される。2019年の時点では観察例や撮影例が非常に少ないことから、生息数の推移などに関する情報が不足しているとみなされている。